# Mariahilfkapelle (Miltach)

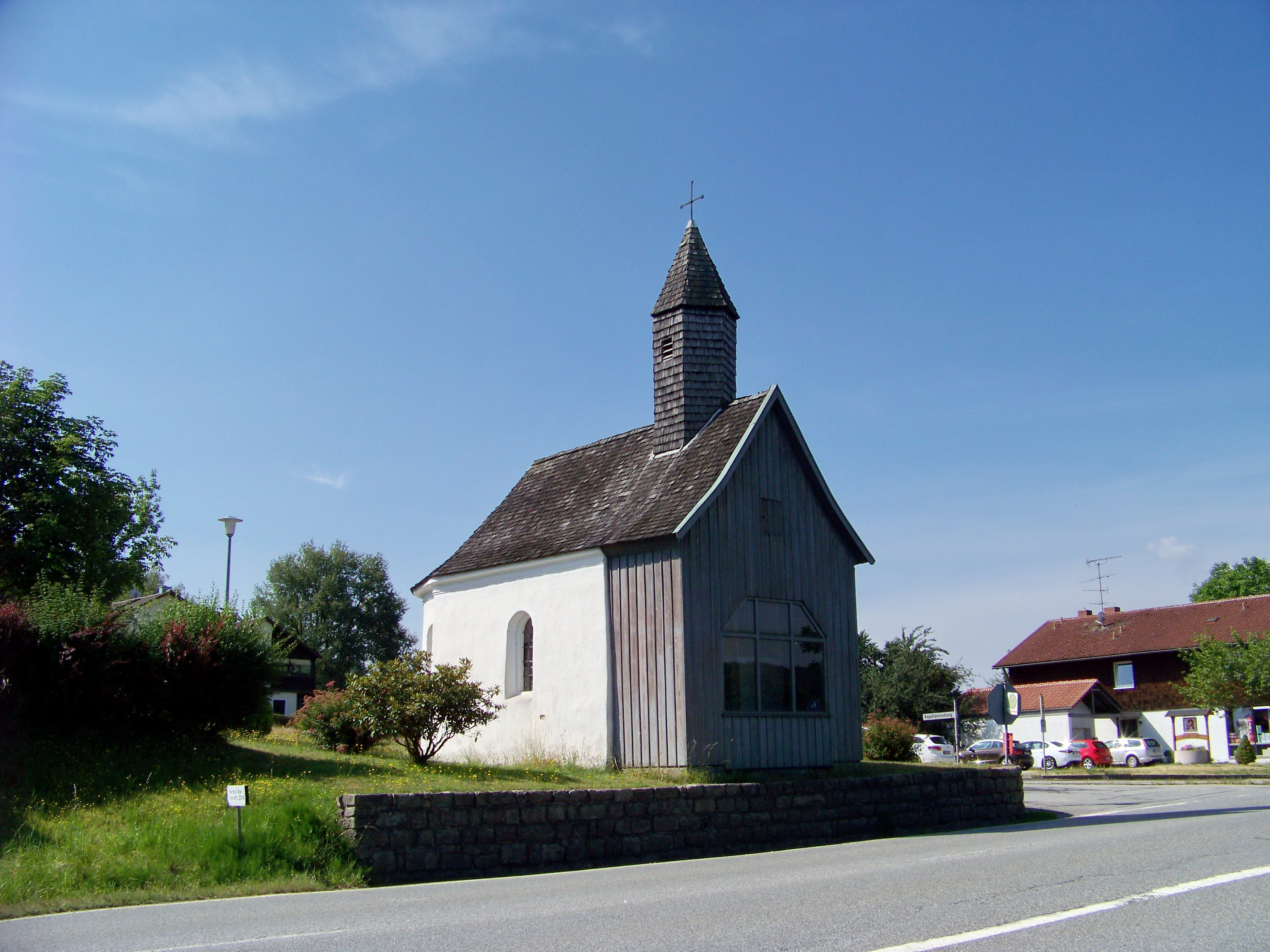
Mariahilfkapelle (Miltach)

Die römisch-katholische, denkmalgeschützte Mariahilfkapelle steht in Miltach, einer Gemeinde im Landkreis Cham in der Oberpfalz. Das Bauwerk ist unter der Denkmalnummer D-3-72-143-4 als Baudenkmal in die Bayerische Denkmalliste eingetragen.

## Geschichte
Der Bau der Kapelle geht wahrscheinlich auf das Jahr 1780 zurück. Die Kalksteinplatte über dem Eingang enthält neben dem Wappen der damaligen Schlossbesitzer folgende Inschrift: „I. N. W. F. v. S. V. M. H. et K. A. 1780“. Diese Buchstaben stehen für „Johann Nepomuk Wenzel Freiherr von Schönprunn auf Miltach, Heitzelsberg und Krailing“. Die Kapelle wurde nach einem Brand im Jahr 1831 wieder aufgebaut und 1895 eingeweiht. Im Oktober 1921 wurde die  Kapelle durch den damaligen Besitzer Josef Kyrein der damalige Schlossherr von Miltach durch Schenkung an die Kirchenstiftung übertragen.
Die Kapelle wurde im Laufe ihrer Geschichte mehrmals renoviert, bei der Sanierung 1975 erhielten der Turm und das Dach eine Deckung aus Holzschindeln. Zum Schutz des Portals wurde 2002 an der Nordseite mit Holz verkleidete Vorhalle errichtet.

## Beschreibung
Die giebelständige Saalkirche hat ein  Langhaus und eine eingezogene, halbrund geschlossene Apsis im Süden. Aus dem Dach erhebt sich ein mit Schindeln verkleideter sechseckiger, mit einem Zeltdach bedeckter Dachreiter, in dem seit 1951 wieder eine Kirchenglocke hängt. Die Decke des Innenraums enthält ein Fresko, auf dem die Rückkehr der Heiligen Familie aus Ägypten dargestellt ist. Zur Kirchenausstattung gehört ein spätbarocker Altar, das Altarbild zeigt die Madonna mit dem Jesusknaben. Auf dem Sockel des Altars befindet sich eine Nachbildung des Abendmahls von Leonardo da Vinci.